# Kolofon
Kolofon [kolofón] (grško starogrško Κολοφών; Kolofón) je bilo mesto v antični maloazijski pokrajini Lidiji. Ruševine mesta se nahajajo pri vasici Ghiaour-Keui v Turčiji, v provinci Izmir.
Ime se je ohranilo v sodobnih jezikih po dveh poimenovanjih:
- kolofonija = suha drevesna smola, in
- kolofon = zapis o uredniških podatkih v tiskanih izdajah (zlasti časopisih in revijah).